# Франклин (округ Сакраменто, Калифорнија)
Франклин (енгл. Franklin, Sacramento County) насељено је место без административног статуса у америчкој савезној држави Калифорнија.

## Демографија
По попису из 2010. године број становника је 155.
| Група             | 2000.    | 2010.       |
| Белци             | 0 (0,0%) | 102 (65,8%) |
| Афроамериканци    | 0 (0,0%) | 0 (0,0%)    |
| Азијати           | 0 (0,0%) | 5 (3,2%)    |
| Хиспаноамериканци | 0 (0,0%) | 42 (27,1%)  |
| Укупно            | 0        | 155         |